# Роберт Таун
Роберт Таун (англ. Robert Towne; уроджений Роберт Бертрам Шварц; 23 листопада 1934, Лос-Анджелес, Каліфорнія, США — 1 липня 2024, там же) — американський сценарист і режисер. Почав писати сценарії для Роджера Кормана, зокрема й «Гробницю Лігеї» 1964 року, пізніше став частиною Нової Голлівудської хвилі кіновиробництва.
Автор оригінального сценарію фільму Романа Полянського «Китайський квартал» (1974), відзначений премією «Оскар», який вважається одним із найкращих сценаріїв, а також його продовження «Два Джейки» (1990). Для Гела Ешбі написав драмедії «Останній наряд» (1973) і «Шампунь» (1975). Співпрацював з Томом Крузом у фільмах «Дні грому» (1990), «Фірма» (1993) і першими двома частинами франшизи «Місія нездійсненна» (1996, 2000).
Зняв спортивні драми «Особистий рекорд» (1982) і «Без обмежень» (1998), кримінальний трилер «Текіловий світанок» (1988) і романтичну кримінальну драму «Спитай у пилу» (2006).

## Ранні роки
Народився як Роберт Бертрам Шварц в Лос-Анджелесі, штат Каліфорнія в сім'ї євреїв Гелен і Лу Шварца, власника магазину одягу та забудовника. Виріс у Сан-Педро та Роллінг-Гіллс і навчався в школі Чадвік. Має румунські коріння по батьковій лінії, і російські по материнській. У нього був молодший брат Роджер, який став співавтором сценарію фільму 1984 року «Природний дар» з Робертом Редфордом у головній ролі.
Закінчив коледж Помона в Клермонті, Каліфорнія.

## Кар'єра

### Роджер Корман
Спочатку шукав роботу письменника й актора. Навчався акторської майстерності з Роджером Корманом у Джеффа Корі, де серед інших слухачів були Джек Ніколсон (з яким він жив у квартирі), Ірвін Кершнер і Саллі Келлерман.
Корман був знаний тим, що давав роботу талановитим людям без досвіду. Таун написав сценарій фільму «Остання жінка на Землі» (1960), який фінансувався Корманом, у якому також отримав одну з головних ролей.
Наступного року він знявся у фільмі «Істота з моря привидів» (1961), який знову ж таки фінансував Корман.

### Телебачення
Почав писати сценарії і для телебачення як-от «Шоу Ллойда Бріджеса», «Переламний момент», «За межею можливого» та «Агенти U.N.C.L.E.» .
Також написав сценарій до знятого Корманом фільму «Гробниця Лігеї» (1965). 1981 року Таун сказав: «Я дуже ретельно працював над… [цим] сценарієм для нього, у порівнянні з будь-яким іншим».
Повернувся до телесценаріїв, коли отримав пропозицію від Кормана написати вестерн «Час для вбивств» (1967). Корман залишив проєкт на етапі знімання, а Таун видалив ім'я з титрів, згодом заявивши, що «ненавидів» цей фільм.

### Скрип-доктор
Сценарій Тауна «Час вбивства» прочитав і захопив Воррен Бітті, який попросив Тауна допомогти зі сценарієм «Бонні і Клайд» (1967). Таун стверджував, що його головним внеском було усунення ménage à trois між Бонні, Клайдом і В. Д., внесення деяких структурних змін. Він перебував на знімальному майданчику під час знімання і продовжував працювати під час постпродукції. Фільм мав величезний успіх, і хоча внесок Тауна зараховували лише як «спеціального консультанта», це позитивно вплинуло на його репутацію в Голлівуді як сценариста.
Таун приєднався до фільму «Вілья іде» (1968), за його словами, це була послуга для голови Paramount Роберта Еванса. Він ненавидів цей досвід.
Таун працював без зазначення у титрах над сценаріями до фільмів "Він сказав: «Поїхали» (1971) режисера Джека Ніколсона; «Циско Пайк» (1972), який, за словами Тауна, перетворився на «досить хороший фільм», але там, де він «так розлютився на режисера», він прибрав своє ім'я; «Нові центуріони» (1972), над яким працював разом зі Стірлінгом Сілліфантом, але прибрав ім'я після того, як побачив фільм.
Виконав незазначені роботи для Френсіса Форда Копполи під час створення «Хрещеного батька» (1972), в основному останньої сцени між Майклом і Віто, незадовго до смерті останнього. Коппола подякував Тауну у своїй промові на вручення премії «Оскар» за найкращий сценарій.
Також працював над «Змовою „Параллакс“» (1974) за дорученням Воррена Бітті.

### «Останній наряд», «Китайський квартал» і «Шампунь»
Таун отримав визнання за сценарії «Останній наряд» (1973), «Китайський квартал» (1974) і «Шампунь» (1975). Він висувався на здобуття премії «Оскар» за всі три сценарії, отримавши за «Китайський квартал». Зізнався, що його надихнув розділ книги Кері Маквільямс «Країна Південної Каліфорнії: Острів на землі» (1946) і стаття Реймонда Чандлера в журналі «Вест» про Лос-Анджелес.
Відповідно до «Великого прощання: „Китайський квартал“ і останні роки Голлівуду» Сема Воссона, Таун «таємно працював зі старим другом з коледжу Едвардом Тейлором як з неназваним сценаристом протягом більш ніж 40 років». (Тейлор помер 2013 року).
Таун був сценаристом «Якудзи» (1975) і працював скрипт-доктором у «Закрути Міссурі» (1976), «Смерть серед айсбергів» (1977) і «Небеса можуть почекати» (1978).

### Режисер
Дебютував як режисер зі спортивною стрічкою «Особистий рекорд» (1982). Він також написав сценарій до фільму «Грейстоук: Легенда про Тарзана, володаря мавп», сподіваючись стати режисером, але через фінансовий провал його першої стрічки продав сценарій. Він був незадоволений виробництвом, тому зазначив ім'я своєї собаки як сценариста. Вазак став першим собакою, номінованим на «Оскар» за сценарій.
Таун працював без зазначення у титрах у фільмах «Угода століття» (1983), «8 мільйонів способів померти» (1986) (), «Круті хлопці не танцюють» (1987) і «Несамовитий» (1988).
Його другим повнометражним фільмом як режисера став «Текіловий світанок» (1988), сценарій якого написав ще на початку 1980-х років. За словами автора в інтерв'ю «Нью-Йорк таймс»: «фільм про використання та зловживання дружбою».

### «Два Джейки»
Таун заявив письменнику Алексу Саймону: «В інтересах збереження моєї дружби з Джеком Ніколсоном і Робертом Евансом без подробиць скажу, що „Два Джейки“ не був приємним досвідом ні для кого з нас. Але ми всі досі друзі, і це найважливіше».
В інтерв'ю MTV 5 листопада 2007 року Джек Ніколсон стверджував, що Таун написав роль Гіттеса спеціально для нього і задумав «Китайський квартал» як трилогію з третім фільмом, дія якого відбувається 1968 року та певним чином стосується Говарда Г'юза. Таун відповів, що не знає, як почалися чутки, і заперечив будь-які плани трилогії.

### Том Круз
Таун написав сценарій до фільму «Дні грому» (1990) і зав'язав тісну дружбу з головним актором Томом Крузом.
Він був одним зі сценаристів «Фірми» з Крузом (1993), а потім «Любовного роману» Бітті (1994). Круз залучив його до «Місії нездійсненної» (1996) і став співпродюсером третього режисерського фільму Тауна «Без обмежень» (1998). Був співавтором «Місії нездійсненної 2» (2000).

### Пізніша кар'єра
Проєкт, який Таун давно прагнув завершити, реалізували 2006 року як «Спитай у пилу», основаному на романі Джона Фанте. У головних ролях знялися Колін Фаррелл і Сальма Хаєк. Таун знайшов роман десятиліттями раніше під час пошуку автентичних описів Лос-Анджелеса 1930-х років для «Китайського кварталу». Йому сподобалася книга, вважаючи її «найкращою книгою про Лос-Анджелес», і організував зустріч із Фанте, який сам був сценаристом. Таун отримав права на екранізацію роману. Згодом права втратили силу, і новим власником став Мел Брукс. 1993 року Таун написав сценарій в обмін на можливість екранізувати роман. Том Круз (з Полою Вагнер і Cruise/Wagner Productions) виступив одним із продюсерів фільму. «Спитай у пилу» отримав змішані відгуки та провалився в прокаті. Фільм був заявлений на 28-й Московський міжнародний кінофестиваль.
Про кілька своїх знакових фільмів створених у жанрі мелодрами Таун заявив «Нью-Йорк таймс»: «Мелодрама — це завжди чудова нагода розважити авдиторію та сказати те, що хочеться сказати, не тикаючи носа. У мелодрамі, як і уві сні, ви завжди заграєте з невідповідністю між зовнішністю та реальністю, яка дуже розважлива, і це також пов'язано з моїм сприйняттям мого життя в Голлівуді, де ти завжди дивуєшся: „Що цей хлопець насправді має на увазі?“».
2006 року мисткиня Сара Морріс зняла стрічку «Роберт Таун». Морріс описує його як «еліптичну фігуру», чия кар'єра є прикладом певного характерного режиму роботи в кіноіндустрії, позначеного співпрацею, спільними або змінними ролями. Її художня інсталяція площею 1834,3 м² у фоє Левер-хаус на Мангеттені, виконана на замовлення Public Art Fund, також називалася «Роберт Таун».

### Повернення до телебачення
У 2010-х роках повернувся на телебачення, працював продюсером-консультантом у «Божевільних» і написав два епізоди «Ласкаво просимо в підвал».

## Особисте життя
1968 року познайомився з актрисою Джулі Пейн; вони були одружені з 1977 до 1982 рік. Згідно з книгою Сема Воссона «Велике прощання: „Китайський квартал“ і останні роки Голлівуду», Таун у цей період був залежним від кокаїну і час від часу проявляв агресію, що спричинило гучне розлучення та боротьбу за опіку над їхньою дочкою Кетрін (1978 р. н.).
1984 року одружився з Луїзою Голе. У них була одна дочка К'яра.
Колишній зять покійного актора Джона Пейна й акторки Енн Ширлі. Через свою доньку Кетрін був тестем актора Чарлі Ганнама. Таун помер 1 липня 2024 року у віці 89 років у своєму будинку в Лос-Анджелесі.

## Фільмографія

### Сценарист-режисер
- Особистий рекорд (1982) — також продюсер
- Текіловий світанок (1988)
- Без обмежень (1998)
- Спитай у пилу (2006)

### Сценарист
- Остання жінка на Землі (1960)
- 'Шоу Лойда Бріджеса (1963—1964) (телесеріал) — епізоди «A Personal Matter», «My Daddy Can Lick Your Daddy»
- Переламний момент (1964) (телесеріал) — епізод: «So Many Pretty Girls, So Little Time»
- За межею можливого (1964) (телесеріал) — епізод: «The Chameleon»
- Гробниця Лігеї (1964)
- Агенти U.N.C.L.E. (1964) (телесеріал) — епізод: «The Dove Affair»
- Бонні і Клайд (1967) (зазначений як спеціальний консультант)
- Вілья іде (1968)
- Він сказав: "Поїхали (1971) (незазначений)
- Циско Пайк (1972) (незазначений)
- Нові центуріони (1972) (незазначений)
- Хрещений батько (1972) (незазначений)
- Останній наряд (1973)
- Китайський квартал (1974)
- Змова «Параллакс» (1974) (незазначений)
- Якудза (1974)
- Шампунь' (1975)
- Закрути Міссурі (1976) (незазначений)
- Марафонець (1976) (незазначений)
- Смерть серед айсбергів (1977) (незазначений)
- Небеса можуть почекати (1978) (незазначений)
- Червоні (1981) (незазначений консультант)[35][36]
- Угода століття (1983) (незазначений)
- Перезмінка (1984) (незазначений)
- Грейстоук: Легенда про Тарзана, володаря мавп (1984) (як П. Г. Вазак)
- 8 мільйонів способів померти (1986) (незазначений)
- Круті хлопці не танцюють (1987) (незазначений)
- Несамовитий (1988) (незазначений)
- Два Джеки' (1990)
- Дні грому (1990)
- Фірма (1993)
- Любовна історія (1994)
- Багряний приплив (1995) (незазначений)
- Місія нездійсненна (1996)
- Місія нездійсненна 2 (2000)

### Актор
- Остання жінка на Землі (1960) Мартін Джойс (зазначений як Едвард Вейн)
- Істота з моря привидів (1961) Спаркс Моран/Агент XK150/Оповідач (зазначений як Едвард Вейн)
- Вбивця зодіаку (1971) як чоловік в барі (зазначений як Роберт Тубін)
- Він сказав: "Поїхали (1971) Річард
- Шампунь (1975) гість на вечірці, в титрах незазначений
- Мисливець на дівчат (1987) Стен
- Нульовий підозрюваний (2004) професор, в титрах незазначений

### Інше
- Молоді гонщики (1963) — асистент режисера

### Нереалізовані проєкти
- Я літав над Росією на літаку-розвіднику (1962) — сценарій Роджера Кормана[37]
- Братерство винограду (1975) — сценарій Френсіса Форда Копполи за мотивами роману Джона Фанте[38]
- Русалка (1983) — сценарій Воррена Бітті[39]
- Ґіттес проти Ґіттеса (1990) — невипущений сценарій продовження «Двох Джейків»[40]
- Поліцейський з Беверлі-Гіллз III (1994) — відхилений сценарій[41]
- Нічний адміністратор (1994) — сценарій фільму Сідні Поллака, оснований на романі Джона Ле Карре[42]
- Ремейк 39 сходинок (2003) — сценарист/режисер[43][44]
- Мінісеріал Помпеї (2011) — серія з 4 частин для Scott Free Productions, основана на книзі Роберта Гарріса[45]
- Кум пілотна серія (2011) — телегра для Scott Free Productions[46]
- Найближчий родич (2011) — сценарій Девіда Фінчера[47]
- Битва за Британію (2011) — сценарій Грема Кінга[46][47]
- Безіменний серіал-приквел «Китайський квартал» (2019) — телевізійна п'єса для Девіда Фінчера, яка буде створена Netflix[48]

## Визнання
Нагороди
- Оскар
  - 1974: номінація, найкращий адаптований сценарій, Останній наряд
  - 1975: Перемога, найкращий оригінальний сценарій, Китайський квартал
  - 1976: номінація, найкращий оригінальний сценарій, Шампунь
  - 1985: номінація, найкращий адаптований сценарій, Грейстоук: Легенда про Тарзана, володаря мавп
- BAFTA
  - 1975: Перемога, найкращий сценарій, Останній наряд і Китайський квартал
- Золотий глобус
  - 1975: Перемога, найкращий сценарій — фільм, Китайський квартал
- Премія Едгара Алана По
  - 1975: Перемога, найкращий фільм, Китайський квартал (автор)
- Гільдія сценаристів Америки
  - 1997: Премія Лорель за досягнення в сценарії
- Нантакетський кінофестиваль
  - 2015: Нагорода сценаристів Tribute

У книзі «П'ятдесят кінематографістів» журналіст Ендрю Дж. Рауш стверджує: «Є вагомі докази того, що Роберт Таун — найталановитіший сценарист, який будь-коли писав для кіно. Немає жодних сумнівів, що він — один із найкращих».